# (47) Aglaia
(47) Aglaia és l'asteroide núm. 47 de la sèrie, descobert a la ciutat de Düsseldorf, Alemanya per en Karl Theodor Robert Luther (1822-1900), el 15 de setembre del 1857. Té un diàmetre de 127 quilòmetres i el seu període de rotació és de 13,2 hores. El seu nom es deu a Aglaia, una de les tres Càrites de la mitologia grega.